# Municipio de Hazelton (condado de Aitkin)
El municipio de Hazelton (en inglés: Hazelton Township) es un municipio ubicado en el condado de Aitkin en el estado estadounidense de Minnesota. En el año 2010 tenía una población de 844 habitantes y una densidad poblacional de 4,6 personas por km².

## Geografía
El municipio de Hazelton se encuentra ubicado en las coordenadas 46°19′40″N 93°46′9″O / 46.32778, -93.76917. Según la Oficina del Censo de los Estados Unidos, el municipio tiene una superficie total de 183.3 km², de la cual 72,89 km² corresponden a tierra firme y (60,24 %) 110,41 km² es agua.

## Demografía
Según el censo de 2010, había 844 personas residiendo en el municipio de Hazelton. La densidad de población era de 4,6 hab./km². De los 844 habitantes, el municipio de Hazelton estaba compuesto por el 98,82 % blancos, el 0,12 % eran afroamericanos, el 0,59 % eran amerindios, el 0,12 % eran asiáticos y el 0,36 % eran de una mezcla de razas. Del total de la población el 0,12 % eran hispanos o latinos de cualquier raza.